# Christina Campbell
Ida Christina Campbell, född 16 mars 1940 i Jönköpings Kristina församling, är en svensk grafiker och tecknare.
Christina Campbell är utbildad vid Grafikskolan Forum i Malmö. Hon har gjort offentliga arbeten till Nya Vårdskolan i Helsingborg och Malmö allmänna sjukhus. Hon är representerad vid Moderna museet,
Göteborgs konstmuseum, Malmö museum, Jönköpings museum, Kalmar konstmuseum, Kristianstads museum, Helsingborgs museum, Borås konstmuseum och Västerås konstmuseum.
Hon var knuten till Rörstrands porslinsfabrik under perioden 1966–1972 där hon skapade serviserna Amanda, Agda, Pyret, Tobias, Klunk, Glunt, Augusta, Mamsell, Laban och Karolina. Därefter har hon i huvudsak ägnat sig åt grafik och etsning. Hennes ateljé ligger i Fulltofta Hörby.
Christina Campbell tillhör konstnärsfamiljen Campbell. Vid en utställning i Gränna 2013 visades verk av fem familjemedlemmar, nämligen modern Pia Hesselmark-Campbell, fadern Classe Campbell samt Christina själv och hennes syskon Maria Campbell och Per Campbell. Farfadern var bror till konstnären Egron Campbell och etnologen Åke Campbell, som även var tecknare. En morbror är Bengt Hesselmark.
Under 1970- och 1980-talen var hon sambo med konstnären Hasse Hasselgren (1933–2002), med vilken hon har en son (född 1972) och en dotter (född 1981). Sedan tidigare har hon även en dotter (född 1960).